# Henri Rebmann
Pour les articles homonymes, voir Rebmann.
Henri Rebmann est un photographe suisse né le 29 août 1848 à Liestal et mort le 6 août 1931 à La Chaux-de-Fonds. Au tournant du XXe siècle, il était un portraitiste reconnu dans le canton de Neuchâtel.

## Biographie
Johann Heinrich Rebmann, dit Henri Rebmann, est né le 29 août 1848 à Liestal (BL). Installé à La Chaux-de-Fonds dès 1869, il se marie dans cette même ville le 17 mai 1875 avec Julie-Alexandrine Maurer (1848-1927). Il est le frère de Charles Rebmann (1861-1953), photographe et portraitiste dans la région de Vevey (VD), éditeur de cartes postales.
Henri Rebmann fut actif à La Chaux-de-Fonds dès 1869 et jusqu'en 1915 en tout cas, comme l'attestent les annonces parues dans la presse locale de cette époque (cf. notes). Son atelier se trouvait dans l'immeuble qui lui appartenait, rue du Parc 12, devenu rue du Parc 10 dès 1883-84 à la suite d'un changement de numérotation. Il est l'auteur de très nombreux portraits individuels ou en groupe, généralement photographiés devant un décor peint. Parmi ces clichés se trouve le portrait des frères Albert et Charles-Edouard Jeanneret, alors enfants, photographiés vers 1894-95. Henri Rebmann réalisa également quelques photographies de la ville de La Chaux-de-Fonds (par exemple lors d'événements, telle que l'inauguration du monument de la République) et de la région neuchâteloise. 
À la fin du XIXe siècle, Henri Rebmann était un photographe reconnu à La Chaux-de-Fonds, comme l'indiquent à plusieurs reprises les chroniques de la presse locale. Membre de la Société des photographes suisses, il gagna plusieurs médailles professionnelles dans le cadre de grandes expositions industrielles en Suisse et en Europe (voir détails ci-dessous : Récompenses). De 1898 à 1911, il fut membre du comité du dessin auprès de la Commission scolaire de La Chaux-de-Fonds. 
Henri Rebmann est mort le 6 août 1931 à La Chaux-de-Fonds. 

### Récompenses
Dans le cadre d'expositions professionnelles, Henri Rebmann a obtenu les récompenses suivantes : médaille et diplôme mention honorable, exposition industrielle, La Chaux-de-Fonds (1879) ; diplôme de mérite, exposition photographique internationale, Vienne (1881) ; médaille et diplôme mention honorable, exposition nationale d'horlogerie, La Chaux-de-Fonds (1881) ; médaille, exposition internationale de photographie, Paris (1892) ; Genève (1893) ; Milan (1894 et 1906).

## Fonds photographique Henri Rebmann
En 2016, le Département audiovisuel de la Bibliothèque de la Ville de La Chaux-de-Fonds a reçu en don le fonds Henri Rebmann de la part du Musée d'histoire de La Chaux-de-Fonds. L'importance matérielle du fonds est la suivante : 5 556 plaques de verre négatives, au format 13 x 9 cm ; 6 plaques de verre différents formats (50 x 60 cm ; 13 x 18 cm) ; 39 négatifs souples 11 x 8 cm ; années extrêmes : 1869-1931. Quelque 450 photographies, dont une sélection de 350 portraits qui est particulièrement représentative du fonds, sont catalogués et visibles en ligne via le catalogue Explore RBNJ ; ces portraits sont regroupés en lots par types de personnes (jeunes femmes, hommes, nourrissons, hommes âgés, jeunes filles, etc). 
Un projet de sauvegarde du fonds Henri Rebmann (notamment le traitement des négatifs et leur numérisation) a été soutenu par l’association Memoriav.  

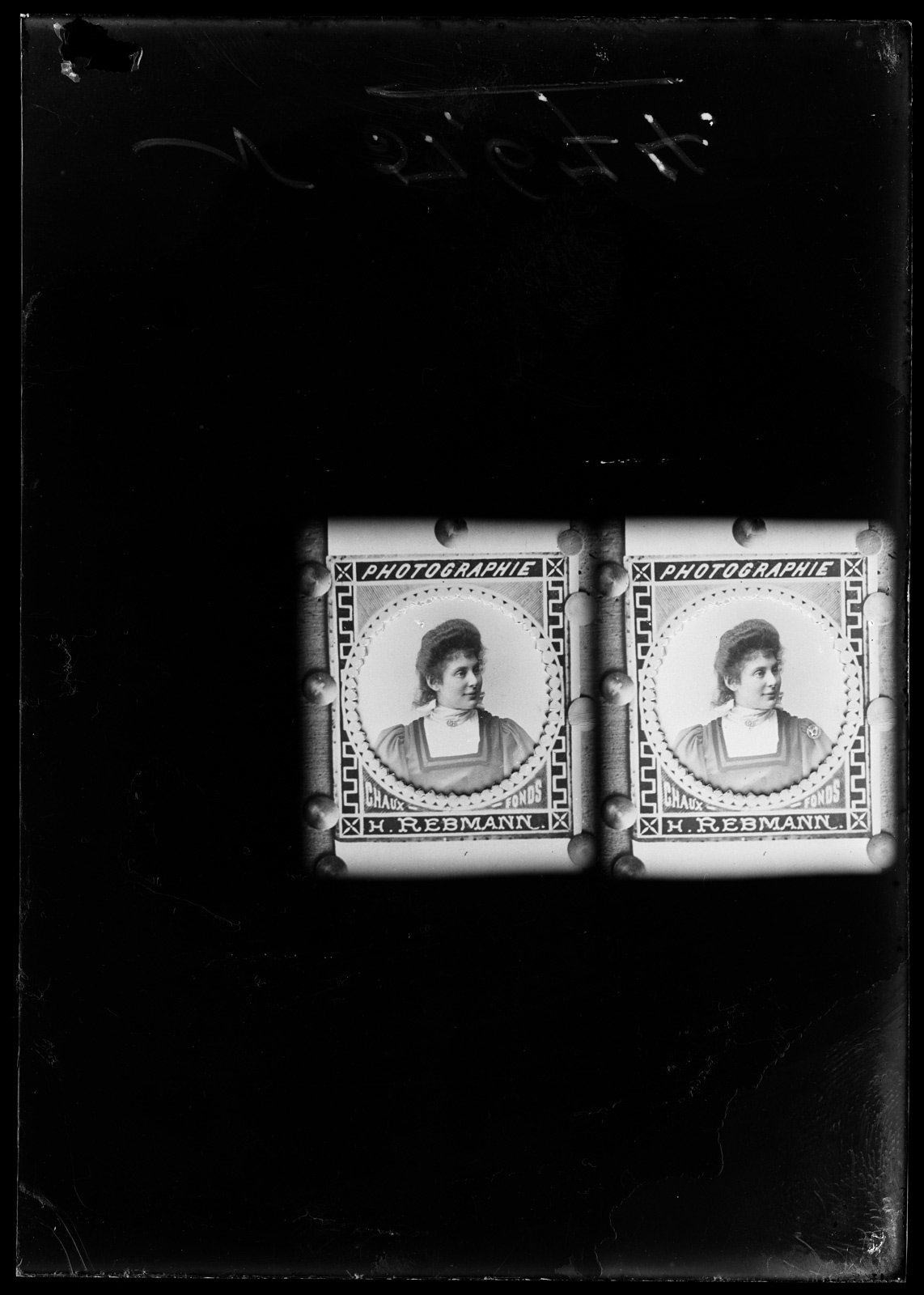
Plaque de verre négatif noir/blanc 13x9cm. Fonds Henri Rebmann HR-51674. Bibliothèque de la Ville de La Chaux-de-Fonds
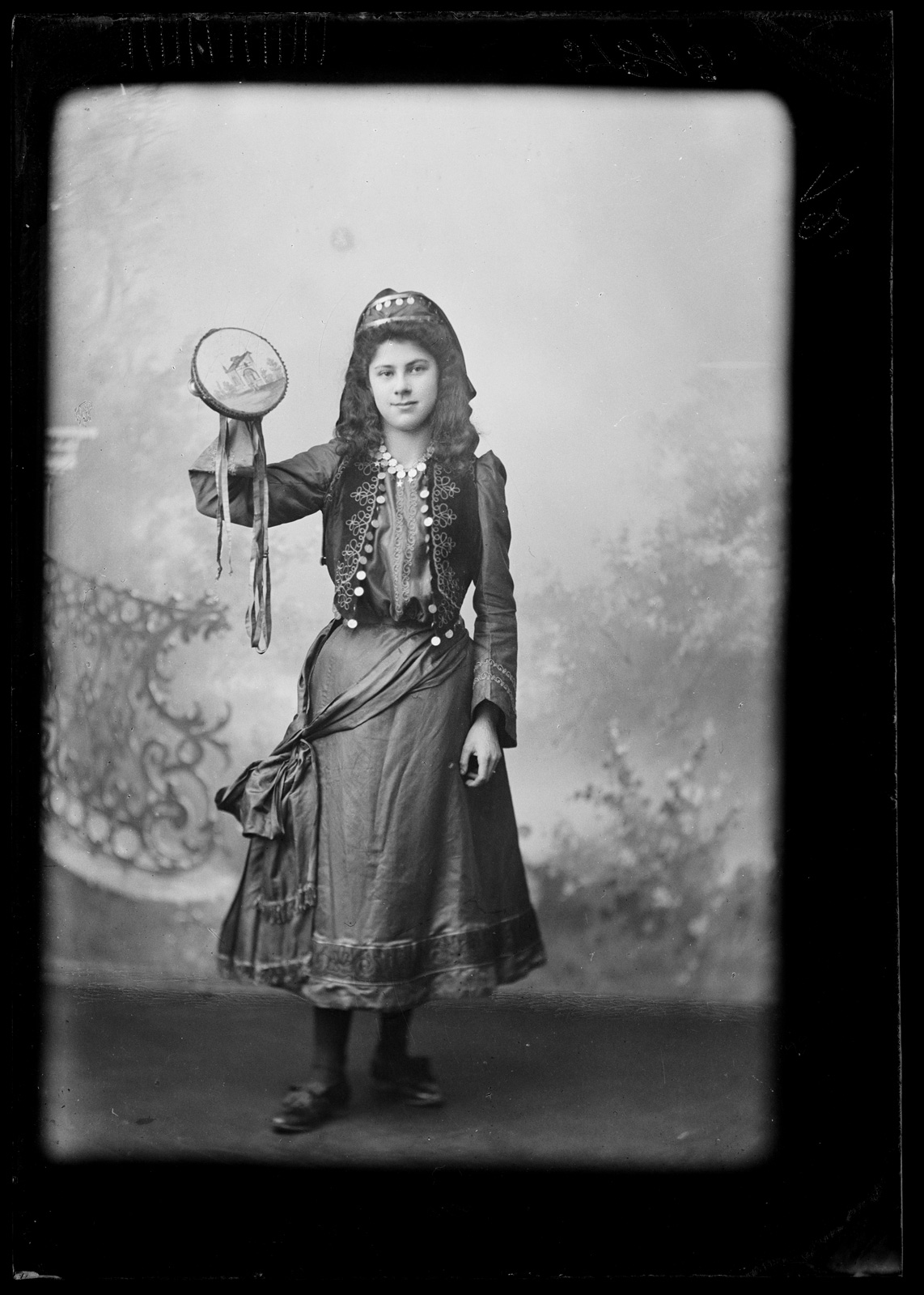
Plaque de verre négatif noir/blanc 13x9cm. Fonds Henri Rebmann HR-51393. Bibliothèque de la Ville de La Chaux-de-Fonds
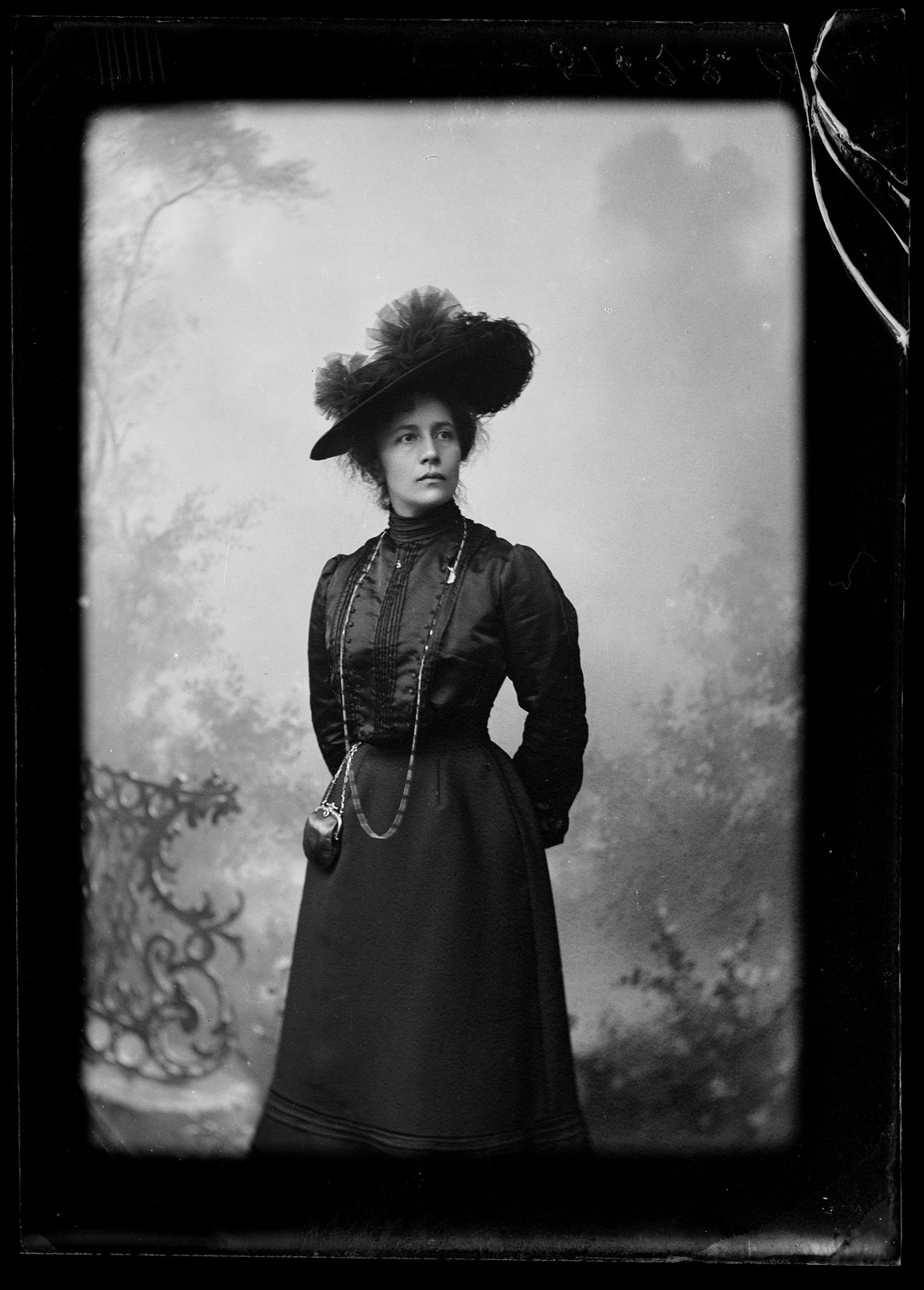
Plaque de verre négatif noir/blanc 13x9cm. Fonds Henri Rebmann HR-51622. Bibliothèque de la Ville de La Chaux-de-Fonds